# Grenzschicht
Grenzschicht (englisch boundary layer), Randschicht in einem Fluid, in der die Wand einen Einfluss ausübt. 
Man unterscheidet:
- die fluiddynamische Grenzschicht eines strömenden Fluids, dessen Geschwindigkeit durch die Reibung an einer festen oder fluiden Grenzfläche beeinflusst wird,
- die thermische Grenzschicht eines Fluids, dessen Temperatur durch die einer festen oder flüssigen Grenzfläche beeinflusst wird, und
- die Konzentrationsgrenzschicht, in der die Konzentration eines festen, flüssigen oder gasförmigen Körpers in einer Lösung beeinflusst wird.

Alle drei Grenzschichten können, müssen aber nicht gleichzeitig in einem fest-fluiden System vorkommen, dementsprechend unterscheiden sie sich sowohl geometrisch als auch in ihrem instationären Verhalten.